# Oostbaan

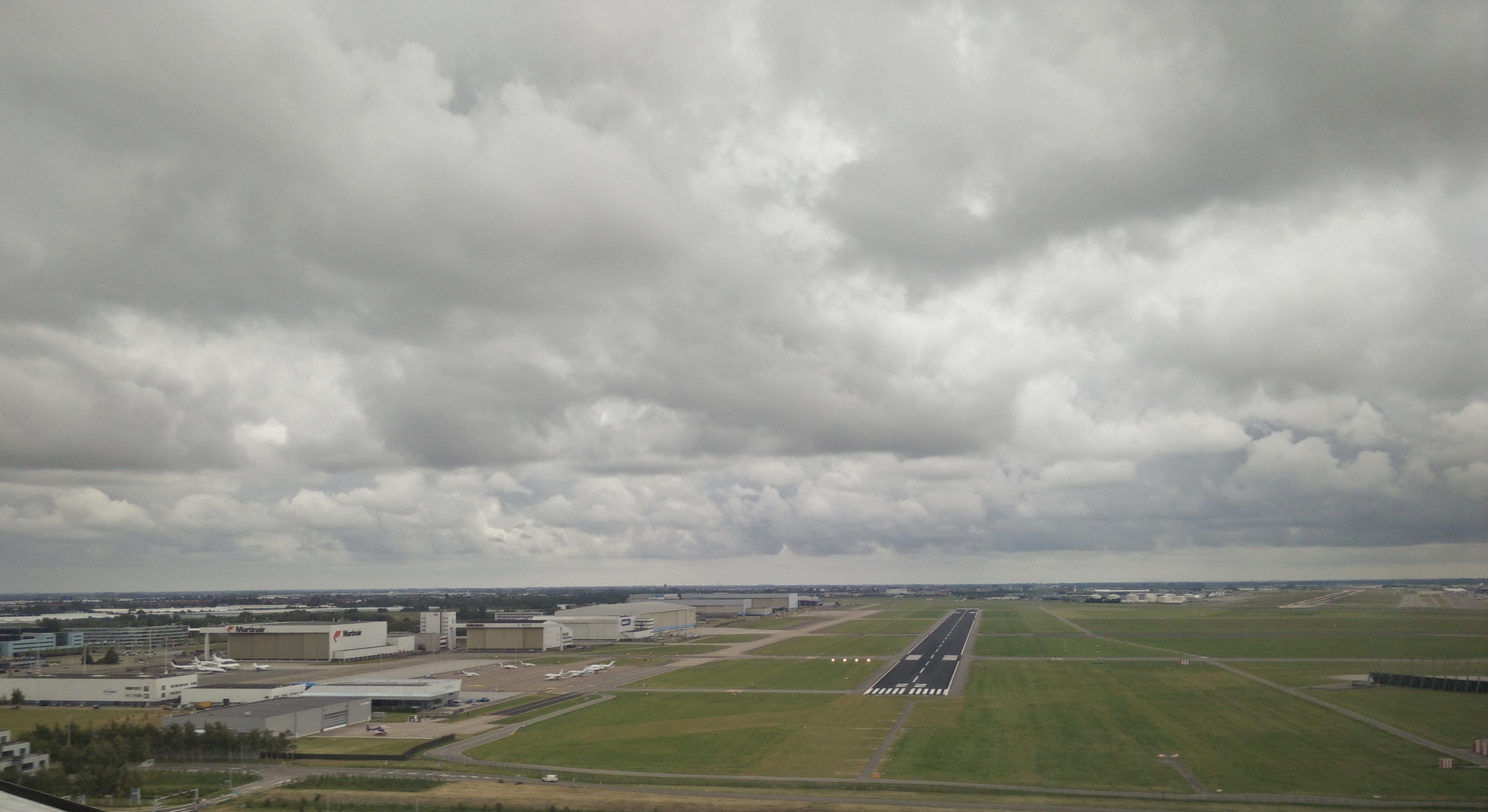
De Oostbaan, gezien naar het zuidwesten, met links de terminal voor de algemene luchtvaart en de hangars van Schiphol-Oost, juni 2015

De Oostbaan (04 - 22) is een startbaan van luchthaven Schiphol. De baan ligt ten oosten van de Aalsmeerbaan en ten zuidoosten van de Buitenveldertbaan. De Oostbaan is 45 meter breed en 2014 meter lang en loopt van het zuidwesten naar het noordoosten (040° - 220°).
Dit is de kortste baan van Schiphol. De Oostbaan is een overblijfsel van het oude Schiphol en is in 1938 als asfaltbaan geopend. De baan is vooral bedoeld voor kleine vliegtuigen (General Aviation) zoals privéjets, helikopters en zakenvliegtuigen. Ook vliegtuigen van het formaat Boeing 737 en widebody's zoals de Boeing 777 kunnen op deze baan landen. Voor de reguliere passagiers- en vrachtdiensten is de baan de 'minst preferente': alleen bij uitzondering in uitzonderlijke weersomstandigheden, zoals bij zware zuidwesterstormen zou de baan moeten worden gebruikt. Bij dergelijk weer vliegen vliegtuigen van een groter type een aanvliegroute voor baan 22, om vervolgens af te buigen richting de Kaagbaan (24). Vanwege de sterke tegenwind landen de toestellen met een lagere grondsnelheid, waardoor minder baanlengte nodig is om tot stilstand te komen. Tussen 23.00 en 06.00 uur mag de baan niet voor de reguliere diensten worden gebruikt.
In 2023 wordt echter slechts 48 procent van de ruim 10.000 landingen op de Oostbaan gemaakt door dat kleine luchtverkeer. Het merendeel betreft veel grotere – en lawaaiiger – verkeersvliegtuigen, ongeveer 5% van het totaal aantal landingen op Schiphol. Omdat de aanvliegroute voor baan 22 over het centrum van Amsterdam voert en daar geluidsoverlast met zich meebrengt, kwamen Schiphol en de gemeente Amsterdam al in 1994 in een zogeheten Letter of Intent overeen dat per jaar slechts 1 procent van alle vliegtuigen recht op de Kaagbaan en de Schiphol Oostbaan mag vliegen. Alleen bij slecht weer mocht het percentage verdubbelen. In de praktijk vloog in 2002 soms 8 tot 9 procent van de vliegtuigen over Amsterdam. Schiphol en de Luchtverkeersleiding Nederland (LVNL) besloten de overeenkomst op te zeggen. De gemeente Amsterdam spande hiertegen een rechtszaak aan. Volgens de rechter werd in andere wetgeving de beperking van geluidsoverlast voldoende gewaarborgd en daarmee de belangen van Amsterdam. Schiphol en LVNL mochten de afspraak met de gemeente Amsterdam opzeggen, omdat ze volgens de rechtbank in Haarlem hier genoeg reden toe hadden. In 2024 dient het stadsbestuur van Amsterdam een verzoek in dat de Schiphol-Oostbaan wordt gesloten voor ‘niet-maatschappelijke vluchten’.
In 1997 werd het Platform Vliegoverlast Amsterdam (PVA) opgericht. Deze vrijwilligersorganisatie verzet zich tegen het aanvliegen van de Oostbaan over het centrum van Amsterdam.

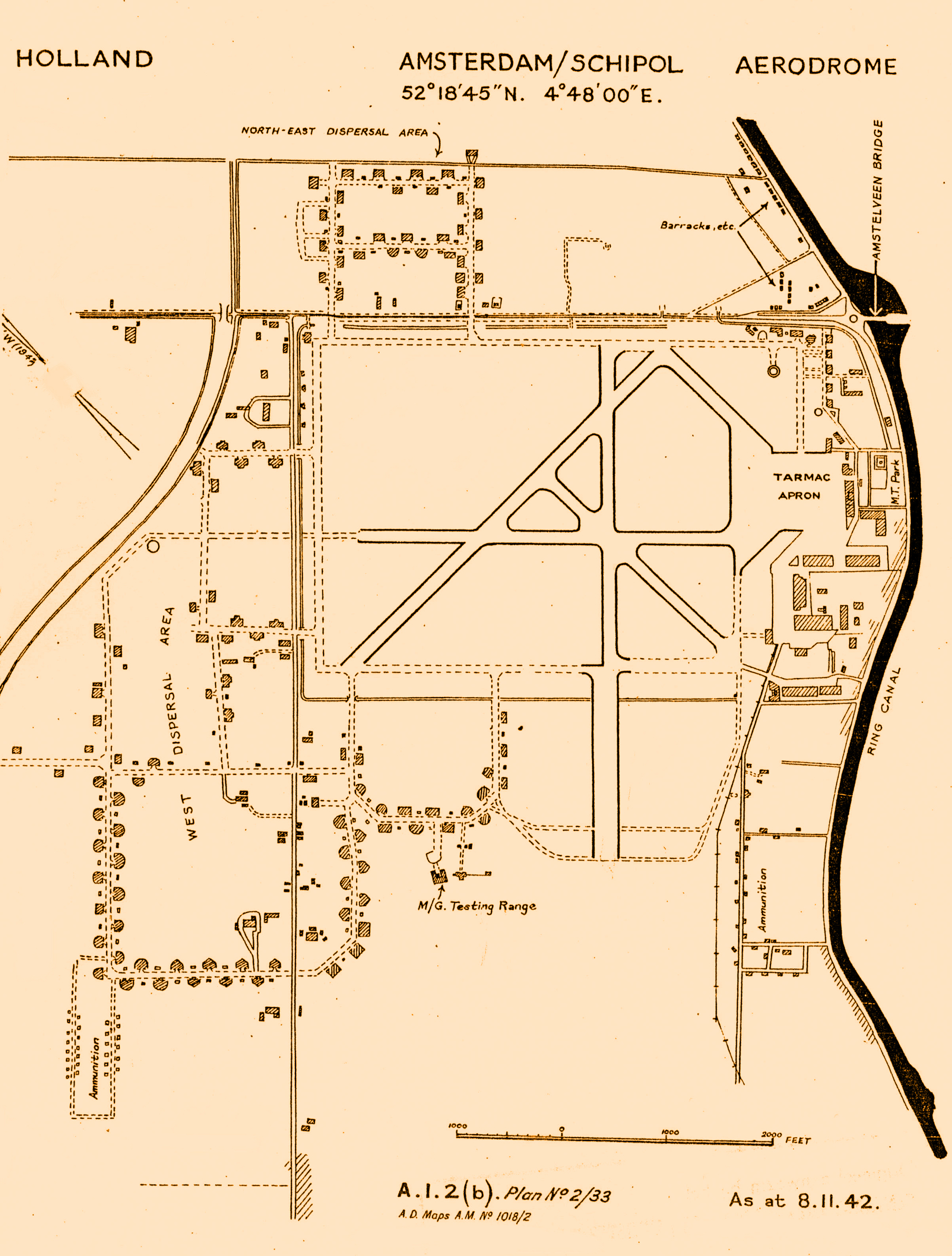
Een Britse kaart van Schiphol uit 1942. De Oostbaan is de baan die in het midden recht van boven naar onder loopt

Polderbaan · Aalsmeerbaan · Zwanenburgbaan · Buitenveldertbaan · Kaagbaan · Oostbaan